# جائزة بانوفسكي
جائزة بانوفسكي (بالإنجليزية: Panofsky Prize)‏‏ هي جائزة تُمنح من قبل الجمعية الفيزيائية الأمريكية. تأسست في 1988. سُميت نسبةً إلى فولفغانغ بانوفسكي.